# Okada Shohei
Okada Shohei (岡田 翔平 (Cương Điền Tường Bình) Okada Shohei, sinh ngày 29 tháng 4 năm 1989) là một cầu thủ bóng đá người Nhật Bản cho Thespakusatsu Gunma ở J2 League. Anh đá ở vị trí tiền đạo.

## Thống kê câu lạc bộ
Cập nhật đến ngày 23 tháng 2 năm 2018.
| Thành tích câu lạc bộ | Thành tích câu lạc bộ | Thành tích câu lạc bộ | Giải vô địch | Giải vô địch | Cúp                   | Cúp                   | Cúp Liên đoàn | Cúp Liên đoàn | Tổng cộng | Tổng cộng |
| Mùa giải              | Câu lạc bộ            | Giải vô địch          | Số trận      | Bàn thắng    | Số trận               | Bàn thắng             | Số trận       | Bàn thắng     | Số trận   | Bàn thắng |
| Nhật Bản              | Nhật Bản              | Nhật Bản              | Giải vô địch | Giải vô địch | Cúp Hoàng đế Nhật Bản | Cúp Hoàng đế Nhật Bản | J. League Cup | J. League Cup | Tổng cộng | Tổng cộng |
| --------------------- | --------------------- | --------------------- | ------------ | ------------ | --------------------- | --------------------- | ------------- | ------------- | --------- | --------- |
| 2011                  | Sagan Tosu            | J2 League             | 12           | 0            | -                     | -                     | -             | -             | 12        | 0         |
| 2012                  | Sagan Tosu            | J1 League             | 19           | 0            | 0                     | 0                     | 3             | 1             | 22        | 1         |
| 2013                  | Sagan Tosu            | J1 League             | 12           | 1            | 2                     | 2                     | 2             | 0             | 16        | 3         |
| 2014                  | Shonan Bellmare       | J2 League             | 35           | 14           | 2                     | 0                     | -             | -             | 37        | 14        |
| 2015                  | Shonan Bellmare       | J1 League             | 3            | 0            | -                     | -                     | 0             | 0             | 3         | 0         |
| 2015                  | Sagan Tosu            | J1 League             | 3            | 0            | 1                     | 0                     | -             | -             | 4         | 0         |
| 2016                  | Sagan Tosu            | J1 League             | 13           | 1            | 1                     | 1                     | 3             | 0             | 17        | 2         |
| 2017                  | Thespakusatsu Gunma   | J2 League             | 31           | 4            | 1                     | 0                     | -             | -             | 32        | 4         |
| Tổng                  | Tổng                  | Tổng                  | 128          | 20           | 7                     | 3                     | 8             | 1             | 143       | 24        |